# St Asaph
St Asaph (walesiska: Llanelwy) är en stad och community i Storbritannien.   Den ligger i kommunen Denbighshire och riksdelen Wales, i den södra delen av landet, 290 km nordväst om huvudstaden London.
St Asaph är den näst minsta ort i Storbritannien som har status som city. I staden finns St Asaph Cathedral.